# Château de Frayssinet
Pour les articles homonymes, voir Frayssinet.
Le château de Frayssinet est un château médiéval située dans le village de Saint-Bonnet-de-Condat dans le Cantal

## Descriptions
C'est un château de plaisance avec une tour escalier hors oeuvre.

## Historique
- Pierre de Neyrat, marié en 1642 à Jeanne de La Boulaie, fille de Jacques, seigneur de Denone, de La Guesle et des Tourrande, habitait au château de Frayssinet en 1675 avec sa belle-sœur Charlotte de Brezons. Ils ont eu quatre fils, 
  - Pierre, seigneur de Brenal et de Villas, marié en 1699 avec Hélène Pons dont il a cinq garçons et une fille.
  - Antoine, décédé en 1716,
  - Charles de Neyrat, prieur du Breuil,
  - François-Jacques de Neyrat, seigneur de Nuitz, d'Eymas, du Fraissinet, du Chazal et de Rochegude, capitaine des chevau-légers du Dauphin, mort en Italien en 1702. Il s'est marié en 1695 avec Anne Le Gros de Grignan, qui lui a donné un fils, Antoine de Neyrat, né en 1696, décédé au Frayssinet, en 1728, à l'âge de trente ans, laissant pour héritier son neveu.